# Charmosyna
Charmosyna Wagler, 1832 è un genere di uccelli della famiglia degli Psittaculidi.

## Descrizione
Al genere appartengono molte specie, alcune caratterizzate dal piumaggio base verde, altre da un piumaggio rosso sgargiante, in generale tutte con timoniere centrali allungate che conferiscono a questi uccelli una forma selvatica. Si tratta in buona parte di pappagalli molto rari in natura e praticamente assenti in cattività.

## Tassonomia
Il genere Charmosyna comprende le seguenti specie:
- Charmosyna palmarum (J.F.Gmelin, 1788) - lorichetto delle palme
- Charmosyna rubrigularis (P.L.Sclater, 1881) - lorichetto mentorosso
- Charmosyna meeki (Rothschild & Hartert, 1901) - lorichetto di Meek
- Charmosyna toxopei (Siebers, 1930) - lorichetto fronteazzurra
- Charmosyna multistriata (Rothschild, 1911) - lorichetto striato
- Charmosyna wilhelminae (A.B.Meyer, 1874) - lorichetto pigmeo
- Charmosyna rubronotata (Wallace, 1862) - lorichetto fronterossa
- Charmosyna placentis (Temminck, 1835) - lorichetto fianchirossi
- Charmosyna diadema  (J.Verreaux & Des Murs, 1860) - lorichetto della Nuova Caledonia
- Charmosyna amabilis (E.L.Layard, 1875) - lorichetto golarossa
- Charmosyna margarethae Tristram, 1879 - lorichetto della duchessa
- Charmosyna pulchella G.R.Gray, 1859 - lorichetto fatato
- Charmosyna josefinae (Finsch, 1873) - lorichetto di Josephine
- Charmosyna papou (Scopoli, 1786) - lorichetto papua